# Roma: auge y caída
Roma: Auge y Caída (Rome: The Rise and Fall of an Empire, título original en inglés), es una serie de televisión estadounidense, de género documental, que se estrenó el 21 de julio de 2008. El programa contiene escenas de la vida cotidiana en Roma, pero se enfoca en la vida de los personajes más destacados. Cronológicamente, comienza en la época de la República romana, narra algunos acontecimientos que terminaron con la era republicana, y muestra gran parte de algunos de los acontecimientos que marcaron la historia del Imperio romano. Durante cada capítulo varios expertos actuales narran aspectos históricos importantes para complementar la historia, además se narran citas de algunos historiadores clásicos como Dion Casio y Tácito, sobre los acontecimientos mostrados.
Según History: "Esta serie sigue la dramática vida de los personajes romanos que marcaron el camino del imperio desde lo más alto hacia su propia destrucción. Recreamos de forma vívida el ambiente de la época: atiborradas calles, ejércitos luchadores, gladiadores, excesos y libertinaje. La lucha no es sólo entre Roma y los Bárbaros, sino también entre República e Imperio, democracia y dictadura. Y la eterna lucha de las sociedades por sobrevivir."

## Episodios
| # | Título                                                 | Año                  | Personajes Principales                           | Fecha de lanzamiento     |
| --- | ------------------------------------------------------ | -------------------- | ------------------------------------------------ | ------------------------ |
| 1 | «La Primera Guerra Bárbara» «The First Barbarian War»  | 113 a. C.            | Cayo Mario                                       | 21 de julio de 2008      |
| En el año 113 a. C. Roma es una república, un pequeño imperio ubicado al borde del Mediterráneo. A pesar de ser una democracia en nombre y espíritu, un hombre debe ser rico y de la clase noble para ocupar los más altos cargos, tanto políticos como militares. Este sistema ha funcionado bien durante tres siglos. Pero ahora una horda bárbara conocida como los Cimbrios se moviliza a través de la frontera norte. Los romanos son incapaces de derrotarlos sufriendo pérdidas de cientos de miles de soldados. El pánico hace que el senado le entregue el poder al general Mario. Mario es un plebeyo, pero su ingenio militar es incuestionable. Llevará a cabo una serie de reformas en el ejército y en la política, poniendo en peligro más de 4 siglos de tradición republicana.                                |                                                        |                      |                                                  |                          |
| 2 | «Espartaco» «Spartacus»                                | 73 a. C.             | Espartaco Cneo Pompeyo Magno Marco Licinio Craso | 28 de julio de 2008      |
| Pompeyo y Craso conducen a sus poderosas legiones de soldados y mercenarios hacia las tierras que rodean Italia, pero no pueden anticipar la revolución causada por un simple esclavo, Espartaco. Espartaco es un guerrero tracio, desertor del ejército romano, que había sido capturado y esclavizado como gladiador. En el año 73 a. C., lidera una revuelta de esclavos con 70 000 gladiadores en contra de la República romana. Espartaco y su ejército derrotan una tras otra a las legiones romanas, pero finalmente, el hábil y cruel general Craso, logra suprimir la rebelión. Sin embargo Pompeyo, debido a su fama y habilidad política toma el crédito por este triunfo, lo que provoca aún más inestabilidad en el menguante sistema republicano romano.                                                         |                                                        |                      |                                                  |                          |
| 3 | «Julio César» «Julius Caesar»                          | 60 a. C.             | Julio César                                      | 4 de agosto de 2008      |
| En el año 60 a. C. hay demasiados generales con poder político, lo que corrompe la república, la guerra civil y la violencia en las calles son el común denominador. Un joven de familia noble, necesita fama y honor, por lo que reúne un ejército y emprende una conquista nunca antes vista, la conquista de la Galia. César es un gran estratega militar, pero también es un político hábil, así que aprovecha sus victorias contra los bárbaros para aumentar su popularidad con el pueblo romano, lo que irrita y asusta a sus enemigos en el Senado. En el año 49 a. C., cruza el Rubicón junto con su ejército con la intención de reclamar su lugar legítimo como el hombre principal de Roma. Esto desata una nueva guerra civil que lo enfrentará a Pompeyo y marcará el comienzo del final de la República romana. |                                                        |                      |                                                  |                          |
| 4 | «El Bosque de la Muerte» «The Forest of Death»         | 9                    | Publio Quintilio Varo César Augusto Arminio      | 11 de agosto de 2008     |
| La expansión del Imperio romano bajo el mando de Augusto lo lleva a Germania. Allí es enviado Varo, el gobernador de Germania Magna, quien debe afianzar su poder sobre los germanos derrotando las hordas de bárbaros que amenazan la frontera del imperio, pero Varo no es un brillante militar, por lo que cae fácilmente en una emboscada de los hombres del general Arminio, en una de las peores masacres sufridas por el imperio. Pero seis años después el exitoso general Germánico logra derrotar a los bárbaros de Arminio y capturar a su esposa Thusnelda, como trofeo por su victoria. |                                                        |                      |                                                  |                          |
| 5 | «La Invasión de Britania» «The Invasion of Britain»    | 47                   | Claudio Carataco                                 | 18 de agosto de 2008     |
| Claudio fue puesto en el poder luego del brutal asesinato de su sobrino Calígula, pues la guardia pretoriana pensó que por sus múltiples defectos, como la tartamudez y la cojera, sería un emperador fácil de manipular. Pero Claudio es un hombre con un intelecto brillante, y para afianzarse en el poder tendrá que conquistar algo. El lugar elegido es Britania la misteriosa isla que ni siquiera César pudo conquistar. Claudio acabará con los bretones, catuvellaunos, y otros grupos de celtas que eran liderados por Carataco. |                                                        |                      |                                                  |                          |
| 6 | «Las Guerras Dacias» «Dacian Wars»                     | 106                  | Trajano Decébalo Nerva Domiciano                 | 25 de agosto de 2008     |
| Debido a la crisis económica del imperio, Domiciano se ve obligado a aumentar los impuestos, esto aumenta aún más su impopularidad además del problema de enfrentarse a un ejército dacio que ataca la frontera oriental. Para esta tarea designa al notable y popular general Trajano, quien debido a sus estrategias podrá vencer al rey dacio Decébalo en la guerra. En Roma Domiciano es asesinado por sus allegados, y el Senado nombra al senador Nerva como emperador, pero las tropas imperiales no lo reconocen como tal. Para ganarse la lealtad de las tropas, Nerva adopta como hijo al popular general Trajano, quien a la muerte de Nerva, subirá al trono y con sus campañas militares llevará el imperio a su máxima extensión y comenzará con el llamado «siglo de oro romano».                               |                                                        |                      |                                                  |                          |
| 7 | «Rebelión y Traición» «Rebellion and Betrayal»         | 162                  | Marco Aurelio Cómodo                             | 1 de septiembre de 2008  |
| Marco Aurelio hereda un imperio rico, poderoso y extenso. Pero esto lo hace un blanco fácil para sus numerosos enemigos. Aunque el emperador preferiría estar en Roma escribiendo sobre filosofía, el deber lo obliga a liderar estratégicamente a sus legiones en el Rin. Pero luego de 13 años de duras batallas, el emperador muere, dejando en el trono a su hijo Cómodo, quien prefiere derrochar el dinero en parrandas y juegos de gladiadores, echando a perder todo el trabajo de su padre, e iniciando una etapa de decadencia económica y militar de la que el imperio nunca se recuperará. |                                                        |                      |                                                  |                          |
| 8 | «La Ira de los Dioses» «Wrath of the Gods»             | Siglo III            | Filipo el Árabe Decio                            | 8 de septiembre de 2008  |
| En medio de la crisis del imperio, una nueva religión se extiende a través de todo el imperio poniendo en peligro la religión y las antiguas tradiciones romanas. El emperador Filipo es traicionado y los godos invaden el imperio, Filipo le confía a su general Decio la defensa del imperio. Pero Decio lo traiciona, se nombra a sí mismo emperador y causa la muerte de Filipo en la batalla de Verona. Decio comienza una costosa y lenta campaña para expulsar a los godos y al mismo tiempo comienza una cruel persecución contra los cristianos, pero Decio y su hijo mueren en medio de una batalla contra los godos. Será el primer emperador que muere de esta forma. |                                                        |                      |                                                  |                          |
| 9 | «El Emperador de los Soldados» «The Soldiers' Emperor» | 270                  | Aureliano Zenobia Tétrico I Claudio II           | 15 de septiembre de 2008 |
| En medio de la crisis del siglo III, un soldado se alza como emperador, Aureliano, un brillante general que restaurará la adoración a Sol Invictus, y que tendrá que enfrentarse a la reina Zenobia que se independiza de Roma formando el Imperio de Palmira, y a Tétrico I, que también se independiza formando el Imperio galo. Aureliano recupera estos territorios y consigue una paz momentánea. Pero repentinamente Aureliano es asesinado por un grupo de soldados como parte de una conspiración. |                                                        |                      |                                                  |                          |
| 10 | «Constantino el Grande» «Constantine The Great»        | Siglo IV             | Constantino I (emperador) Majencio               | 22 de septiembre de 2008 |
| El imperio se encuentra dividido en 4 partes, cada una de ellas regida por un emperador, en occidente Constantino hereda el trono de su padre y se propone unificar de nuevo el imperio bajo un solo Augusto. Luego de lograr su objetivo acabará con la guerra civil en el imperio al legalizar el cristianismo con el edicto de Milán. Debido a su ubicación estratégica nombrará a su ciudad natal Bizancio como la capital del imperio y la renombrará Constantinopla. |                                                        |                      |                                                  |                          |
| 11 | «El General Bárbaro» «The Barbarian General»           | Finales del Siglo IV | Alarico Teodosio Estilicón Honorio               | 29 de septiembre de 2008 |
| Los godos y romanos viven incómodamente en el imperio, y los soldados godos usados en el ejército romano son usados por el emperador como carne de cañón, lo que causa que los godos se revelen y nombren a Alarico como su rey, quien tratará de negociar con el emperador Honorio, hijo de Teodosio, para asentarse en algún lugar del imperio. Sin embargo los romanos ven a los godos como un pueblo inferior y no cederán ninguna parte del imperio voluntariamente. |                                                        |                      |                                                  |                          |
| 12 | «El Titiritero» «The Puppet Master»                    | 450                  | Ricimero Egidio Mayoriano                        | 6 de octubre de 2008     |
| El bárbaro Ricimero no toma nunca el cargo de emperador, pero con su poder militar y económico es el poder real detrás del trono, hasta el punto de asesinar a un emperador cuando deja de serle útil. Eventualmente su crueldad se hace más y más incontrolable colaborando con la mala situación de un imperio que sólo sobrevivirá unas décadas más. |                                                        |                      |                                                  |                          |
| 13 | «El Último Emperador» «The Last Emperor»               | 470 - 476            | Odoacro Flavio Orestes Rómulo Augústulo          | 13 de octubre de 2008    |
| El general Orestes quiere restaurar la grandeza de la Roma de Augusto, pero se da cuenta de que el hecho de insertar a los bárbaros en la cultura romana, ha hecho que Roma sea dependiente de ellos. Sin embargo logra poner en el trono a su hijo Rómulo de 15 años, lo que entra en conflicto con el emperador nombrado por el senado, Julio Nepote. Sin embargo, Odoacro, líder de los hérulos, reconoce al joven Rómulo, pero cuando los hérulos pierden la paciencia para conseguir un lugar para asentarse dentro del imperio, Odoacro mata a Orestes, exilia al joven emperador y envía las insignias imperiales al imperio de oriente. Este acto marca el fin del Imperio romano fundado por Augusto, a pesar de que el imperio de oriente sobreviviría por otros 10 siglos.                                          |                                                        |                      |                                                  |                          |